# Protaphorura procampata
Protaphorura procampata är en urinsektsart som först beskrevs av Hermann Gisin 1956.  Protaphorura procampata ingår i släktet Protaphorura, och familjen blekhoppstjärtar. Arten är reproducerande i Sverige.